# Elburzia
Elburzia es un género monotípico de la familia Brassicaceae. La única especie, Elburzia fenestrata, es originaria de Irán.

## Taxonomía
Elburzia fenestrata fue descrito por (Boiss.) Hedge y publicado en Notes from the Royal Botanic Garden, Edinburgh 29: 181. 1969.
Sinonimia
- Petrocallis fenestrata Boiss.[3]